# Svenska sedlar

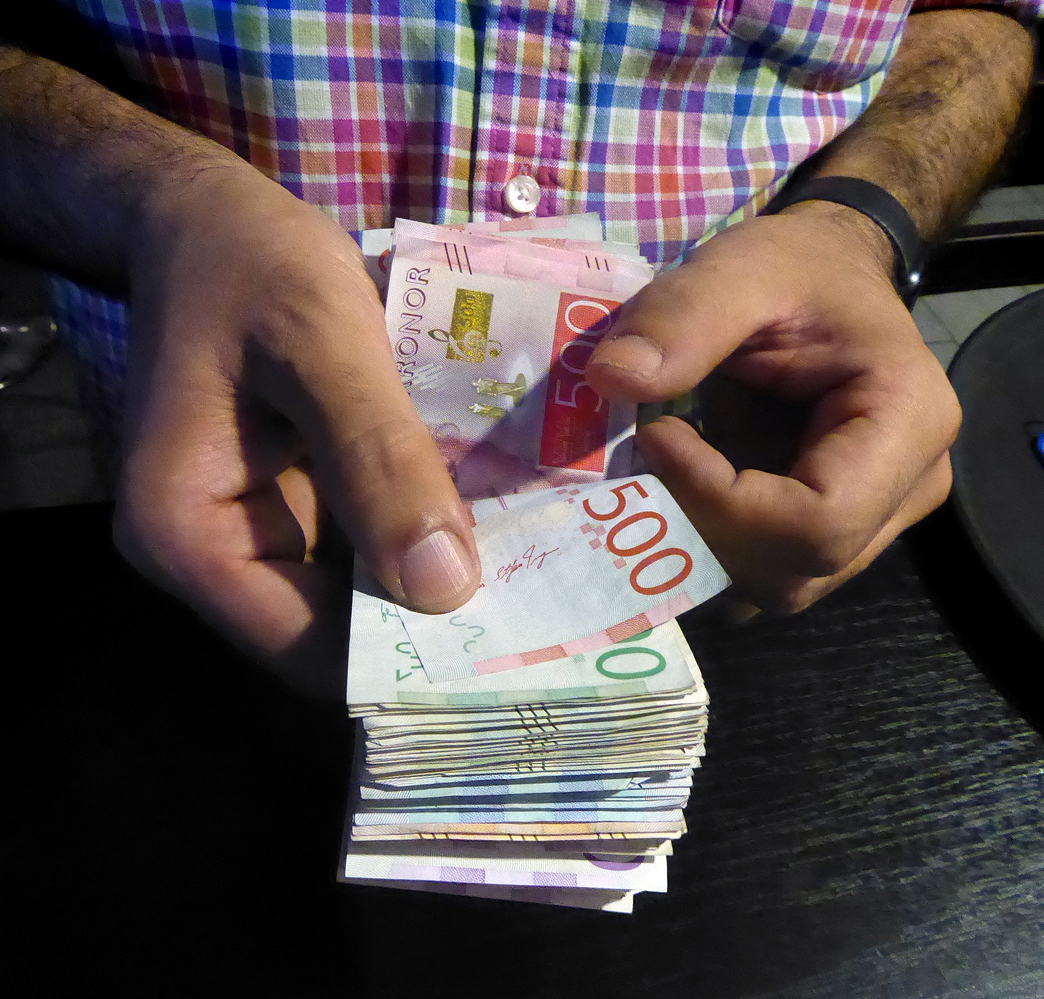
Svenska sedlar.

Svenska sedlar har givits ut sedan 1661. Under 2015 och 2016 byttes såväl sedlar som mynt ut och de nya sedlarna har följande valörer: 20 kr, 50 kr, 100 kr, 200 kr, 500 kr och 1000 kr.

## Kreditivsedlar och transportsedlar
Av alla girobankerna var det endast en som förmådde utveckla sina depositionsbevis till verkliga sedlar, nämligen Sveriges riksbank. Stockholms Banco (senare ombildad till Riksbanken), som grundades av Johan Palmstruch 1656 i Stockholm, började redan 1661 ge ut de så kallade kreditivsedlarna. De hade valörer i daler kmt (kopparmynt) och daler smt (silvermynt), och anses ha varit de första verkliga sedelmynten i världen. Det nya med kreditivsedlarna var att banken inte längre var beroende av att pengar sattes in för att kunna låna ut. Istället byggde de på allmänhetens förtroende för att banken skulle betala sedelbeloppet i mynt på begäran. Kreditivsedelns likhet med senare tiders banksedlar var dels att dess innehavare kunde lösa in det belopp som var tryckt på sedeln, dels att den löd på jämna belopp (1 000, 100, 50 och 25 daler kmt eller 100, 50, 25 och 10 daler smt), dels att varje sedel var numrerad samt underskriven av bankens tjänstemän.
Kreditivsedlarna blev emellertid snart oinlösliga, sjönk i värde och drogs in 1667. Samma år utgav Stockholmsbanken en kortare tid transportsedlar à 100 daler smt, tryckta på två blad (ett helt ark) av vanligt skrivpappers storlek med angivande, att viss person eller den, på vilken han med sedelns egenhändiga underskrivande och signet transporterade sedeln, hade att fordra 100 daler hos banken (en sådan sedel har upp till 28 tryckta transportformulär). När banken 1668 övertogs av rikets Ständer, blev all slags sedelutgivning förbjuden. Detta förbud upprätthölls en tid framåt. Banken utgav visserligen insättningsbevis, men då de visade tendens att cirkulera, behäftades med uttryckligt förbud mot transport. Ett förslag av Ständernas bankodeputerade 1701 att få utge transportsedlar blev inte stadfäst av Kunglig Majestät. De så kallade myntsedlar, som på grund av penningbehovet utfärdades 1716-17, var inga banksedlar, utan statsobligationer, utgivna av kontributionsränteriet. Men genom en kunglig förordning 1726 började banken åter utge transportsedlar. De var inget annat än transportabla depositionsbevis, vari intygades, att viss namngiven person insatt en viss summa (till följd varav beloppet växlade och inte trycktes), och de fick sedan transporteras från man till man, men något tryckt formulär för transporten som på 1661 års sedlar förekom inte, utan transporten skulle helt och hållet skrivas.

## Verkliga sedlar
Dessa transportsedlar övergick snart (sannolikt omkring 1738) till verkliga sedlar, i och med att banken då utställde liknande sedlar efter behov utan att någon insättning gjorts. De löd då även på runda summor. Den ursprungliga formen bibehölls ändå länge. Från 1745 utgavs visserligen småsedlar på högst 12 daler kmt, som inte behövde transporteras, men för de större sedlarna kvarstod transportplikten orubbad till 1812. Praktiskt taget, hade den emellertid föga betydelse, i och med att man tydligen från början använde blankotransport. 1812 började emellertid även större ställda sedlar på innehavaren utges. Transportsedlar utgavs dock vid sidan av dessa till och med 1834. Hela denna tid hade sedlarna även formen av depositionsbevis. Detta pågick till 1836, då det modernare utseendet infördes. En del sedlar av det gamla slaget utgavs dock till och med 1849. Efter detta år har endast banksedlar av modern typ utgetts i Sverige.

## Privatbanksedlar
I början av 1830-talet utgav även flera svenska privatbanker egna sedlar. Dessa blev dock aldrig lagliga betalningsmedel även om de användes i handel. 1897 beslutades att Riksbanken från 1903 skulle ha monopol på sedelutgivningen, men att medborgare fick möjlighet att fram till 1906 inlösa utstående sedlar.

## Andra typer av sedlar
Vid sidan av de egentliga banksedlarna har, förutom de ovannämnda myntsedlarna, i den allmänna rörelsen förekommit cirkulerande pappersmynt, såsom diskontosedlar som utgavs av diskonter. Dessa  bestod av depositionsbevis, diskonternas anvisningar på Riksbanken samt av Riksgäldskontoret utfärdade kreditsedlar eller riksgäldssedlar, vilka 1789-90 löpte med 3 procents ränta och således mera motsvarade senare tiders obligationer än sedlar. Från mitten av 1790 var dessa inte räntebärande längre. De växlade till valören från 500 riksdaler till 12 skilling. Åren 1790-1803 utgjorde riksgäldssedlarna landets huvudsakliga rörelsemedel. Deras värde sjönk dock vid sidan av bankens sedlar, och vid realisationen 1803 nedsattes värdet på dessa med en tredjedel, så att 1 riksdaler i bankosedlar motsvarade 1 1/2 riksdaler i riksgäldssedlar. Den utveckling, som sålunda försiggått i Sverige, var emellertid speciell för detta land.

### Svensk valuta genom åren
| 1666–1776 | Daler silvermynt   |
| 1624–1776 | Daler kopparmynt   |
| 1776–1829 | Riksdaler          |
| 1777–1858 | Riksdaler banco    |
| 1789–1836 | Riksdaler riksgäld |
| 1830–1859 | Riksdaler specie   |
| 1855–1872 | Riksdaler riksmynt |
| 1873–     | Krona              |

### Valutor och motiv idag[3]
De sedlar som finns är:
- 20-kronor med motiv på Astrid Lindgren (framsidan) och Småland (baksidan)
- 50-kronor med motiv på Evert Taube (framsidan) och Bohuslän (baksidan)
- 100-kronor med motiv på Greta Garbo och Stockholm som tema
- 100-kronor som är minnessedel från Sveriges riksbank
- 200-kronor med motiv på Ingmar Bergman och Gotland som tema
- 500-kronor med motiv på Birgit Nilsson och Skåne och Öresundsbron som tema
- 1000-kronor med motiv på Dag Hammarskjöld (framsidan) och Lappland (baksidan)